# Saudades (Santa Catarina)
Saudades é um município brasileiro no estado de Santa Catarina, Região Sul do país. Pertence à Região Metropolitana de Chapecó e se localiza no Oeste Catarinense, estando situado a cerca de 650 km a oeste da capital do estado. Ocupa uma área de pouco mais de 205 km², sendo 3,2 km² em área urbana, e sua população em 2024 era de 10.680 habitantes.

## Geografia
Localiza-se a uma latitude 26º55'27" sul e a uma longitude 53º00'11" oeste, estando a uma altitude de 280 metros.

## Principais eventos e datas
- No mês de março, a cada quatro anos, acontece a Exposição Feira Agrícola Industrial e Comercial (EFAIC).
- No último sábado do mês de agosto acontece a Schweinefest, a festa do porco.
- Dia 30 de dezembro é o dia do município.

## Economia
A economia da cidade se baseia em Agricultura, Pecuária, Indústria e Comércio. Na agricultura, o milho, a soja, o feijão e o fumo tem o destaque, os suínos, bovinos, aves e gado leiteiros tem o destaque da pecuária, já na indústria e no comércio, os setores de confecções, setores calçadistas, moveleiros e eletrificações. Saudades abriga também a sede da empresa multinacional Dass, outras empresas em destaque são a Finestra, a Ceracá, Dray, entre outros...

## Esporte
No dia 14 de setembro de 2012, a equipe juvenil feminina de voleibol da Escola Estadual Básica Rodrigues Alves foi campeã brasileira na categoria, em competição realizada no município de Poços de Caldas, em Minas Gerais. O voleibol saudadense sempre se destacou no município, na região, no estado e, agora, no Brasil.
O município de Saudades também se destaca no futsal, através da equipe da Associação Desportiva Amigos do Futsal de Saudades (ADAF Saudades), que joga atualmente na Liga Catarinense de Futsal, em seus principais títulos estão, o estadual de futsal da primeira divisão em 2014 e a Liga Catarinense de Futsal em 2016
Saudades também tem bastante destaque no handebol, tendo sido campeão brasileiro e sul-americano nesta modalidade no ano de 1994.